# Ourense (Comarca)
Die Comarca Ourense (spanisch Orense) ist eine der 12 Comarcas der spanischen Provinz Ourense in der Autonomen Gemeinschaft Galicien.

## Lage
Das Gebiet der Comarca liegt im Nordwesten der Provinz Ourense und grenzt dort an folgende Provinz Galiciens und an Comarcas innerhalb der Provinz Ourense:
| O Carballiño      |                                             | Provinz Lugo      |
| O Ribero          | Kompassrose, die auf Nachbargemeinden zeigt | Terra de Caldelas |
| Terra de Celanova |                                             | Allariz-Maceda    |

## Gliederung
Die Comarca umfasst zwölf Gemeinden (spanisch Municipios; galicisch Concello) mit einer Fläche von 623,14 km², was 8,57 % der Fläche der Provinz Ourense und 2,11 % der Fläche Galiciens entspricht.
| Gemeinde             | Einwohner (2024) | Fläche km² | Dichte Einw./km² | Cod INE | Postleitzahl |
| -------------------- | ---------------- | ---------- | ---------------- | ------- | ------------ |
| Amoeiro              | 2.399            | 39,68      | 60               | 32002   | 32170        |
| Barbadás             | 11.176           | 30,24      | 370              | 32008   | 32890        |
| Coles                | 3.172            | 38,11      | 83               | 32026   | 32152        |
| Esgos                | 1.102            | 37,79      | 29               | 32031   | 32720        |
| Nogueira de Ramuín   | 2.048            | 98,31      | 21               | 32052   | 32160        |
| Ourense              | 104.891          | 84,55      | 1.241            | 32054   | 32001–32005  |
| O Pereiro de Aguiar  | 6.731            | 60,89      | 111              | 32058   | 32710        |
| A Peroxa             | 1.761            | 54,52      | 32               | 32059   | 32150        |
| San Cibrao das Viñas | 5.718            | 39,48      | 145              | 32075   | 32911        |
| Taboadela            | 1.488            | 25,19      | 59               | 32079   | 32690        |
| Toén                 | 2.333            | 58,29      | 40               | 32081   | 32930        |
| Vilamarín            | 1.854            | 56,09      | 33               | 32087   | 32101        |
| Comarca Ourense      | 144.673          | 623,14     | 232              | –       | –            |